# Hainangibbon
De Hainangibbon (Nomascus hainanus) is een soort van de familie gibbons (Hylobatidae) en de superfamilie van de mensapen. De Hainangibbon is een endemische soort die alleen voorkomt op het eiland Hainan (China). Deze gibbonsoort werd tot 2007 beschouwd als ondersoort van Nomascus nasutus, een gibbonsoort die voorkomt in Vietnam en aangrenzende provincies in China. De Hainangibbon wordt in zijn voortbestaan ernstig bedreigd door aantasting van het leefgebied en doordat er nog zo weinig van over zijn.

## Beschrijving
De Hainangibbon lijkt sterk op de verwante Nomascus nasutus. Op grond van DNA-onderzoek en nauwkeurige analyse van het geluid is geconcludeerd dat het hier om een soort gaat en niet om een ondersoort Nomascus nasutus hainanus.

## Leefgebied
Hainangibbons zijn uitgesproken bosdieren die overdag actief zijn. Ze trekken rond in groepjes van 4 tot 8 individuen. Ze eten voornamelijk fruit en bladeren. Rond 2008 kwamen er nog maar een paar groepen voor in het natuurreservaat Bawangling, waar ze leefden in hellingbossen tussen de 650 en 1200 m boven de zeespiegel. Waarschijnlijk was de voorkeurshabitat tropisch laaglandbos, maar dat is sinds de jaren 1960 omgezet in rubberplantages.

## Bedreigingen
In 2011 werden door onderzoekers nog maar 22 dieren aangetroffen, verdeeld over twee groepen en daarnaast nog vier solitair rondtrekkende dieren. De IUCN schat de achteruitgang in aantal op met dan 80% in 45 jaar (>3,5% per jaar). Daarom staat de Hainangibbon als ernstig bedreigd (kritiek) op de rode lijst en behoort deze aap tot de meest bedreigde diersoorten onder de mensapen.
Volgens een persbericht van de Hainan Gibbon Conservation Project in mei 2020 werden eind 2019 op Hainan vijf paren geteld met jongen (samen 30 individuen met een nieuw paar dat gezien en gehoord werd).